# Ілляш Караїмович
Ілляш Караїмович (? — 4 травня 1648) — козацький отаман, військовик Речі Посполитої. Полковник Переяславського полку реєстрових козаків, старший Війська Запорозького реєстрового (1637–1638). Брав участь у придушенні повстання Павлюка 1637 року, повстання Острянина 1638 року. У джерелах відомий також як Іван Ілляш та Ілляш Ормянчик.

## Короткі відомості
Ілляш Караїмович походив з караїмського князівського роду Узунів
У квітні 1634 року, під час Смоленської війни Речі Посполитої з Московським царством Ілляш Караїмович разом із Яковом Острянином командував загоном козаків, що входив до корпусу Лукаша Жолкевського та князя  Вишневецького, який невдало облягав Сєвськ.
У 1638 році:
- воював проти повстанців Острянина поблизу Говтви, де командував кількома тисячами реєстровців[5].
- під командуванням Ілляша Караїмовича та інших козацьких старшин 4-тисячне реєстрове військо спільно з польськими загонами здійснило невдалий похід на Запорожжя, щоб оволодіти Січчю: запорожці на чолі з кошовим Дмитром Гунею, відбили штурм, а значна частина реєстровців перейшла на їх бік.

1646 року Ілляш Караїмович, разом із козацькою старшиною, серед якої були Іван Барабаш і Богдан Хмельницький, отримали від короля Владислава IV у Варшаві привілеї і гроші на виготовлення човнів для майбутньої війни з Туреччиною.
1648 року, на початку Хмельниччини, Караїмович і Барабаш виступили на чолі реєстровців проти військ Хмельницького. Проте 4 травня 1648 року на раді в Кам'яному Затоні реєстрові козаки вирішили перейти на бік повстанців, а Караїмовича і Барабаша скарали на смерть.